# 中关镇 (隆化县)
中关镇，是中华人民共和国河北省承德市隆化县下辖的一个乡镇级行政单位。

## 行政区划
中关镇下辖以下地区：
中关村、龙风村、三家村、北铺子村、于家店村、东升村、大铺村、梁前村、靠山店村和王栅子村。